# Gun Ekroth
Gun Ekroth, född den 18 mars 1941 i Enköping, är en frilansande föreläsare och extern producent för Sveriges Radio och sedan pension även för produktionsbolaget Sound Appeal.
Gun Ekroth var radioproducent för Sveriges Radio 1970-2009, redaktör för 13 novellantologier samt författare av en rad läromedel i svenska som främmande språk. Gun Ekroth har belönats av Samfundet De Nio med Samfundet De Nios Särskilda pris, Svenska Akademien och Författarfonden för att hon genom sitt radioarbete har fungerat som förmedlare mellan litteraturen och publiken. Gun Ekroth var också den första som mottog Invandrarnas publicistpris för sin bevakning av mångfaldsfrågor.
Gun Ekroth har varit ansvarig producent vid Sveriges Radio för programmen Leva i Sverige, Det vill jag höra, Gränslöst, Café Cosmopolite och Novellen. Hon har även producerat programmen Sommar i P1 och Vinter i P1, radioföljetonger, radioteater och programmet Guld i mund. Gun Ekroth var med om att starta Sveriges radios invandrarredaktion och var dess första chef.
Gun Ekroths böcker finns utgivna på Sveriges Radios förlag, En bok för alla, Informationsförlaget och Förlaget Nordan.